# Nestorinsaari (ö i Birkaland)
Nestorinsaari är en ö i Finland. Den ligger i sjön Kyrösjärvi och i kommunen Ikalis i den ekonomiska regionen  Nordvästra Birkalands ekonomiska region  och landskapet Birkaland, i den sydvästra delen av landet, 200 km nordväst om huvudstaden Helsingfors. Öns area är 1,2 hektar och dess största längd är 220 meter i sydöst-nordvästlig riktning.